# Dumbbells
Dumbbells (englisch für „Hanteln“, im übertragenen Sinn „Dummköpfe“) ist eine US-amerikanische Filmkomödie von Christopher Livingstone aus dem Jahr 2014. Geschrieben wurde das Drehbuch von Brian Drolet und Hoyt Richards, welche auch die Hauptrollen spielen und Teil des Produzententeams sind.

## Inhalt
Nach einer Knieverletzung muss sich Chris von seinen Plänen Profi-Basketballspieler verabschieden. Auch seine materialistisch eingestellte Freundin Kim verlässt ihn. So findet er sich als Mitarbeiter in einem heruntergekommenen Fitnessstudio in Los Angeles wieder. Nachdem Sonnyboy und Ex-Model Jack Guy den Laden übernimmt, scheint es aufwärts zu gehen. Das Studio heißt jetzt „Dumbbells“ und der zeigefreudige Guy fordert auch von seinen Mitarbeitern, an einer attraktiven Außendarstellung mitzuwirken. Gemeinsam mit den Dumbbell-Girls, einer Truppe spärlich bekleideter junger Frauen, soll ein Werbevideo gedreht werden, das von Fabio Lanzoni (als er selbst) präsentiert wird.
Chris hat am Gute-Laune-Image keine Freude und geht auf Konfrontationskurs zu Jack. Allerdings findet er Gefallen an dessen Nichte Rachel. Rachel ist gut. Sie verbringt Zeit mit unterprivilegierten Kindern und überredet Chris, ihnen Basketballtricks beizubringen.
Jack outet sich inzwischen als bankrott. Er hat sein Vermögen an eine Sekte verloren. Chris hilft ihm, wenigstens einen Teil davon zurückzubekommen und durch Teamwork gelingt es den Mitarbeitern, damit eine Hollywood-reife Einweihungsparty zu organisieren. Chris hat sogar das Material des Werbevideodrehs zusammengeschnitten und mit coolen Effekten versehen. Ein paar Geschäftsmännern gefällt der Name „Dumbbells“ und sie finden, es seien auch ein paar tolle Schlampen („fine-ass bitches“) hier. Sie sehen das Potenzial nicht nur zu einer Reality-TV-Show, sondern schlagen sogar ein Betriebsfranchising vor.

## Hintergrund
In Frankreich sorgte der Film für Entsetzen, als die Synchronisation auf Netflix veröffentlicht wurde. Sie sei so schlecht gemacht, dass die ATAA, eine französische Organisation für Übersetzungen und Synchronisation, die Veröffentlichung bedaure. Der Streamingdienst nahm den Film aus dem französischen Angebot heraus. Das Magazin Les Inrocks konnte das Synchronisationsteam ausfindig machen. Anonym teilten die in Johannesburg beheimateten Sprecher mit, sie seien Amateure. Netflix gab eine neue Synchronisation bei TitraFilm in Auftrag.

## Rezeption
Martin Tsai von der Zeitung Los Angeles Times schrieb: „In der Tradition von Swingers und Good Will Hunting entstand Dumbbells durch zwei unternehmungslustige Schauspieler, die sich als Drehbuchautoren betätigten, um Rollen für sich selbst zu finden. […] Das Skript ist gleichermaßen witzig, mit verbalen und visuellen Gags, die sich als nützlich erweisen. Im weiteren Verlauf des Films nimmt die Komik jedoch nicht mit der Unverschämtheit zu.“
Sherilyn Connelly von The Village Voice findet den Film zwar „bei weitem nicht perfekt“, jedoch sei er „besser, als er aussieht, und meint es gut. […] Die obligatorischen Arsch-und-Titten- und Schwulen-Panik-Witze sind beide auf ein relatives Minimum beschränkt.“ Zwar gäbe es zwischen Chris und Rachel Sitcom-Komplikationen, „aber in dem auf Kumpels ausgerichteten Dumbbells geht es hauptsächlich um die Beziehung von Chris und Jack – die weiblichen Figuren sind größtenteils Stereotypen – und die Drehbuchautoren Drolet und Richards haben eine gute Chemie auf der Leinwand.“
Stephen Holden von The New York Times geht strenger zu Gericht: „Weil die Zeit längst überfällig ist für eine eklige Komödie über die Absurditäten der Fitnessstudio-Kultur, weckten die ersten Minuten von Dumbbells, die in einem Fitnesscenter in Los Angeles spielen, meine Hoffnung... […] Doch dann verwandelt sich der Film abrupt in etwas anderes: eine unzusammenhängende, drittklassige Imitation eines National-Lampoon-Films. Plötzlich ist Jack nicht mehr die Zielscheibe des Spottes, sondern der Kumpel von Chris, und Fabio verschwindet, um erst viel später für einen symbolischen Auftritt zurückzukehren. Nachdem er sich in diesem Trott eingerichtet hat, stolpert Dumbbells unter der Regie von Christopher Livingston in seinem neuen Gewand als charmante, minderwertige Buddy-Komödie dahin...“ Holden findet weiterhin, Dumbbells sei „so unzusammenhängend, dass das Drehbuch von Herrn Drolet und Herrn Richards genauso gut zwischen den Takes während der Dreharbeiten gekritzelt worden sein könnte.“
Völlig verrissen wird der Film von Christy Lemire auf RogerEbert.com. Sie fasst den Inhalt folgendermaßen zusammen: „Busenwitze. Hintern-Witze. Penis-Witze. Witze über übermäßigen Achselschweiß. Witze über Bestialität. Witze über – wie soll ich es taktvoll ausdrücken – weibliche Lubrikation. Antisemitische Witze, homophobe Witze und Witze über ethnische Klischees. Und viel, viel Fabio. Ende.“ Lemire vergleicht Dumbbells mit den Sex-Komödien der frühen 80er Jahre wie Porky’s, Spring Break und Private Resort: „Aber diese Filme hatten zumindest – und ich kann nicht glauben, dass ich diese Worte gerade schreibe – ein einheitliches Ethos, einen Fokus. Dumbbells beginnt als abgedrehte Sex-Komödie, wandelt sich dann zu einem unwahrscheinlichen Kumpeltrip und endet als Wohlfühlgeschichte über Teamwork und Erlösung. Aber egal, in welchem Modus der Film von Regisseur Christopher Livingston ist, er ist nicht lustig.“